# Staten van Utrecht

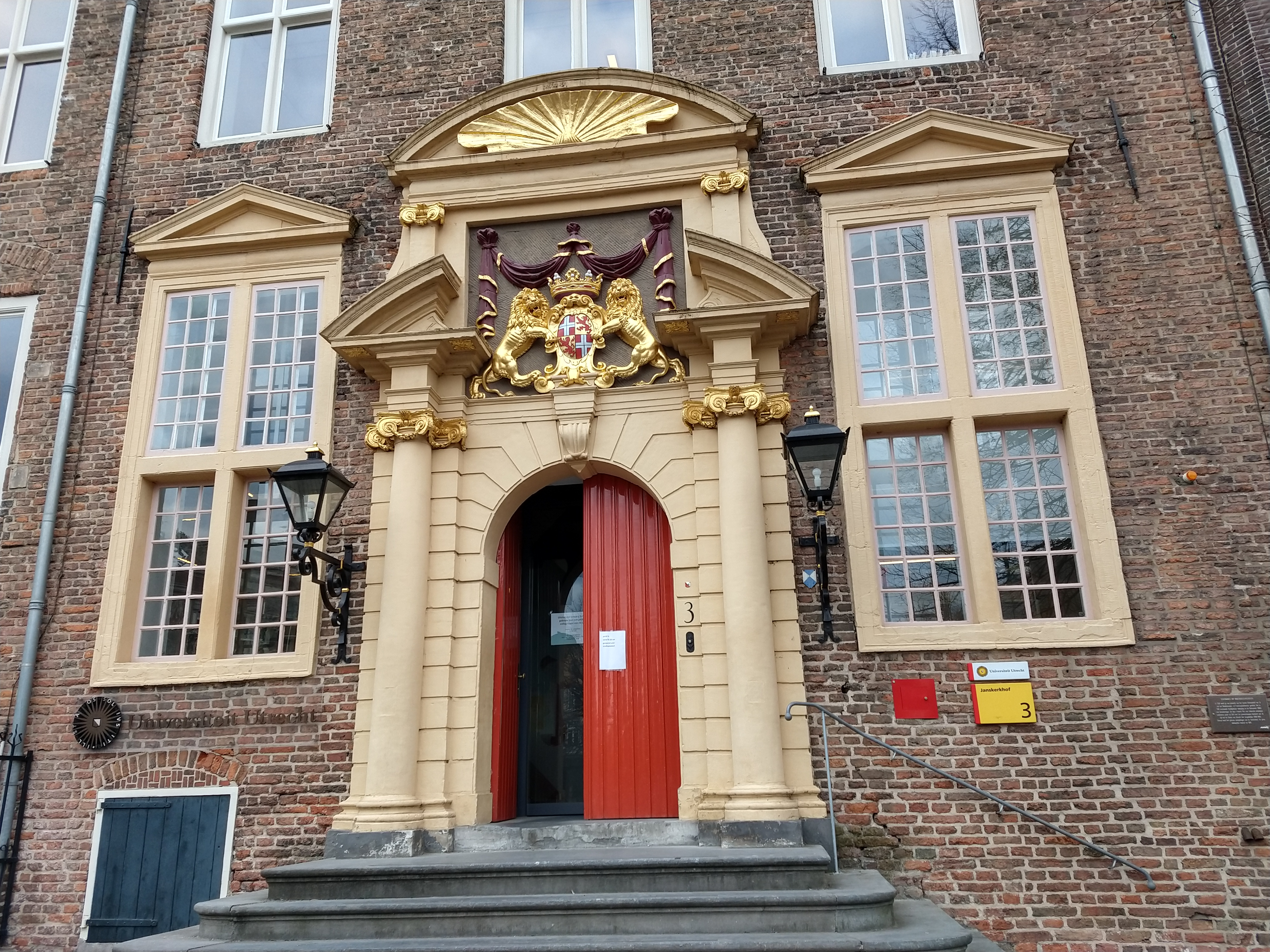
De in 1643 voltooide toegangspoort van de Statenkamer aan het Janskerkhof.

De Staten van Utrecht waren een in de late middeleeuwen in het Nedersticht ontstane organisatie. Hierin zetelden bepaalde lokale geestelijken, edelen en invloedrijke burgers uit diverse steden en het tussenliggende platteland. Deze drie standen hadden hun vergaderplaats in de stad Utrecht waar zij medezeggenschap hadden inzake belastingen, oorlog, bestuur, benoemingen en rechtspraak in het Nedersticht. 
De Staten van Utrecht werden uiteindelijk opgevolgd door de Provinciale Staten, die vandaag de dag in de provincie Utrecht als hoogste bestuursorgaan fungeren.

## Geschiedenis

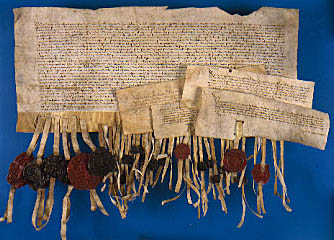
Stichtse Landbrief (bron: Het Utrechts Archief).

Het ontstaan van standenvertegenwoordigingen was in de late middeleeuwen in Europa algemeen. Ook in het Utrechtse kwam dit fenomeen op. Een markant punt daarin is de Stichtse Landbrief. Hiermee dwongen onderdanen in 1375 een sterkere positie af bij de bisschop van Utrecht als vorst/landsheer. Van de drie partijen die met deze Landbrief een raad gingen vormen werd er een gevormd door de geestelijkheid. Als lid in de raad zaten hierin de vijf kapittels in de stad Utrecht: Dom, Oud-Munster, Sint-Marie, Sint-Jan en Sint-Pieter. De edelen, ontstaan uit machtig geworden ministerialen, vormden een plattelandsvertegenwoordiging en zouden ook wel bekend komen te staan als de ridderschap. Stad en steden vormden de derde partij. Hierin zaten naast de stad Utrecht diverse kleine steden in het Nedersticht. In eerste instantie waren dat Amersfoort en Rhenen, later ook Wijk bij Duurstede (1459) en Montfoort (1536). De voornaamste speler in de raad was de stad Utrecht die hierin was oververtegenwoordigd. Via de Landbrief werden beslissingen over onder meer financiële zaken als belastingen, oorlog, bestuur, benoemingen en rechtspraak sterker gebonden over meerdere partijen. Nieuwe bisschoppen werden gebonden aan de Landbrief. De partijen hadden tevens overlappende belangen en vanouds waren er familiale banden tussen. Uit de gevormde raad, Standen geheten, vloeiden de Staten van Utrecht voort. In de 15e eeuw kregen de Staten van Utrecht een onafhankelijke positie. 

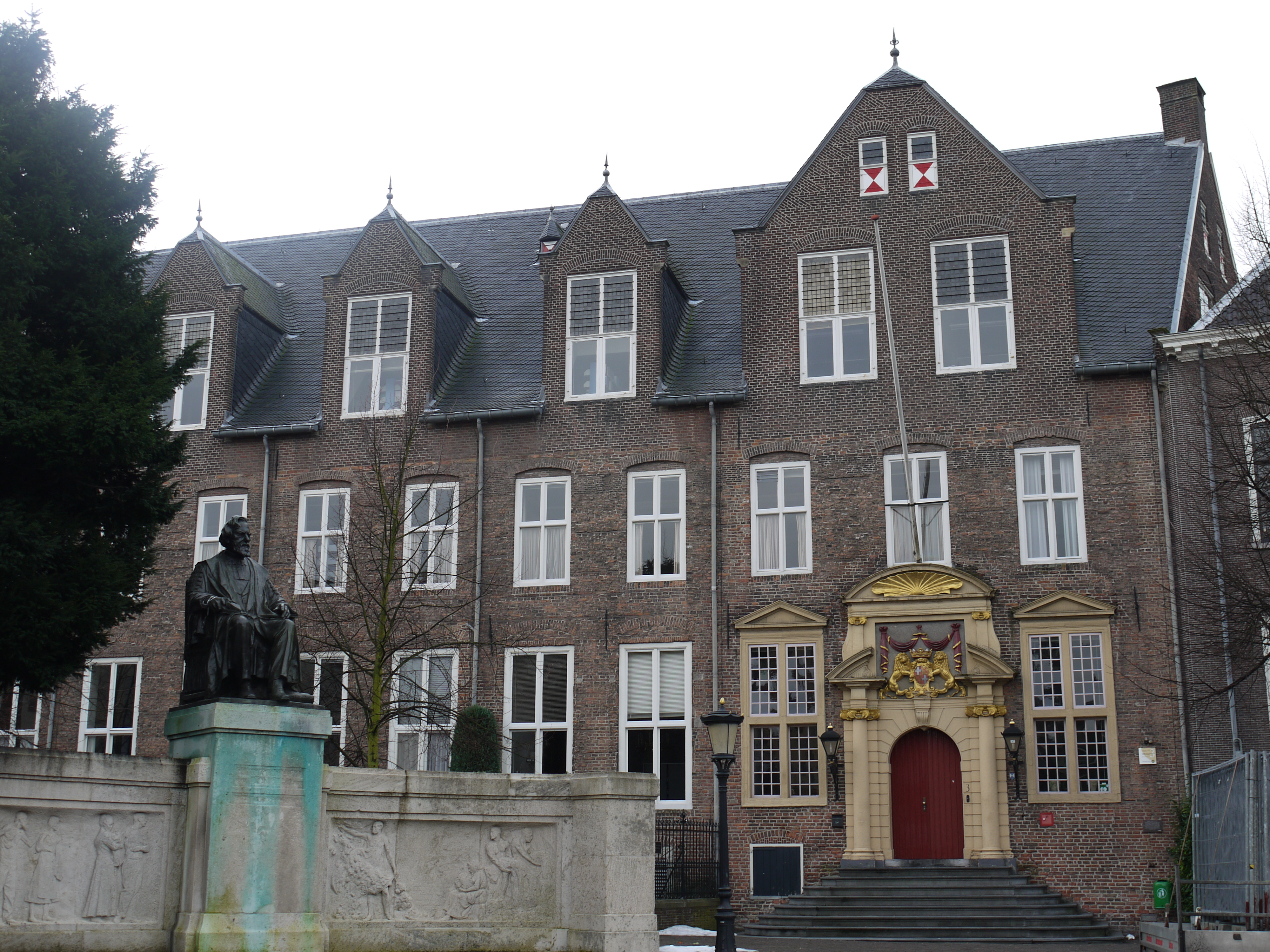
De Statenkamer op het Janskerkhof 3 te Utrecht. Tot omstreeks 1580 het Minderbroedersklooster, na de Reformatie de zetel van de Staten van Utrecht.

In 1528 kreeg keizer Karel V het wereldlijk gezag in handen en begon de macht van de Staten van Utrecht in te perken. In de bestuurshervorming werd rond 1530 het Hof van Utrecht opgericht, dat eeuwenlang het hoogste gerechtshof van de provincie was, en tevens toezicht uitoefende op de Staten. Daarnaast kwam er een stadhouder die namens de landsheer het gezag uitoefende.
Gaandeweg werden de Staten van Utrecht vervolgens een bestuursorgaan binnen de Republiek der Zeven Verenigde Nederlanden. De Staten van Utrecht met haar interne partijen konden via een afvaardiging in de Staten-Generaal meebeslissen over diverse politieke zaken.
In de Franse tijd kwam het wederom tot bestuurshervormingen.